# Kanadische Badmintonmeisterschaft 1948
Die Kanadische Badmintonmeisterschaft 1948 fand Anfang März 1948 in Toronto statt.

## Finalresultate
| Disziplin    | Sieger                          | Finalist                    | Ergebnis           |
| ------------ | ------------------------------- | --------------------------- | ------------------ |
| Herreneinzel | Dick Birch                      | John Samis                  | 10-15, 15-9, 15-11 |
| Dameneinzel  | Claire Lovett                   | Marjorie Mapp               | 11-6, 11-5         |
| Herrendoppel | Ted Pollock Roy G. Smith        | Jack Underhill John Samis   | 15-9, 15-5         |
| Damendoppel  | Marion Armstrong Edith Marshall | Joan Hennessy Marjorie Mapp | 15-13, 15-11       |
| Mixed        | Dick Birch Evelyn Roberts       | Alan France Lois Reid       | 15-4, 15-4         |